# Samuel G. Fuqua
Samuel Glenn Fuqua (Laddonia, 15 ottobre 1899 – Decatur, 27 gennaio 1987) è stato un ammiraglio statunitense, imbarcato come ufficiale addetto al controllo danni sulla nave da battaglia Arizona durante l'attacco di Pearl Harbor. Insignito della Medal of Honor a vivente nel corso della seconda guerra mondiale.

## Biografia

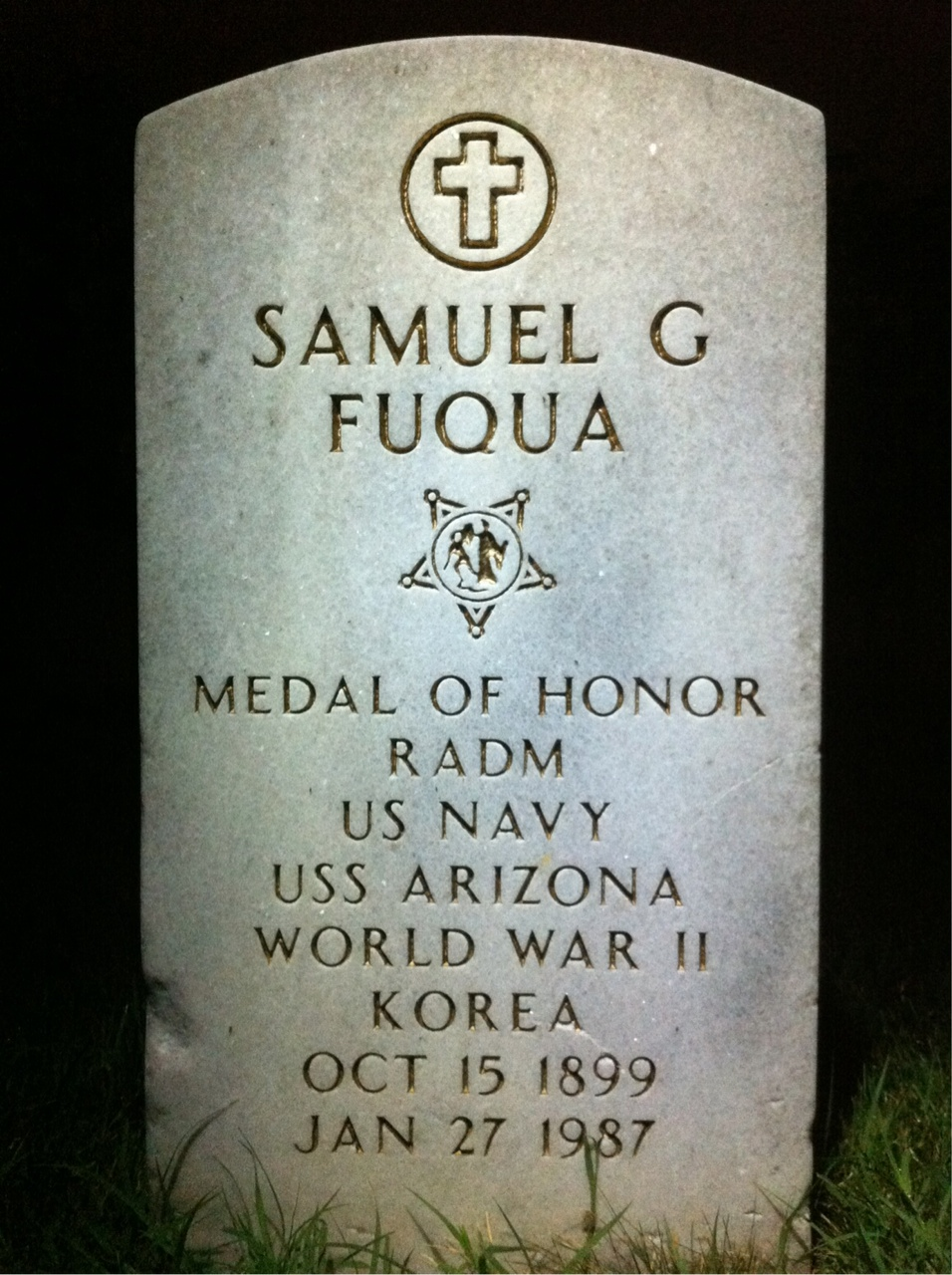
Tomba del contrammiraglio Samuel G. Fuqua presso il cimitero nazionale di Arlington.

Nacque a Salt River Township, Missouri,  il 15 ottobre 1899 Il 1 luglio 1919, dopo un anno trascorso all'Università del Missouri, iniziò a frequentare l'United States Naval Academy di Annapolis, uscendone l'8 giugno 1923 con il grado di guardiamarina. Due settimane dopo sposò la signorina Edna Agnes Hammett e poi si imbarcò sulla nave da battaglia Arizona, quindi sul cacciatorpediniere Macdonough, e poi sulla nave da battaglia Mississippi. Tra il marzo 1930 e il marzo 1932 prestò servizio a terra presso l'Ufficio comunicazioni del 12º Distretto navale a San Francisco, California. Successivamente prestò brevemente servizio a bordo della USS Hamilton e, il 25 giugno 1932, fu trasferito al Destroyer Ferry. Nel giugno 1933 si imbarcò sulla USS Altair, dove rimase per due anni, per poi passare al 13º Distretto navale con quartier generale a Seattle, Washington, per un periodo di servizio come istruttore della 5ª Divisione della Flotta, USNR, ad Aberdeen, Washington.
Nel marzo 1937 fu trasferito alla Destroyer Division 5, che aveva come nave ammiraglia il cacciatorpediniere USS Peary, e l'11 dicembre 1937 assunse il comando della Bittern, un dragamine ausiliario della Asiatic Fleet, e prestò servizio aggiuntivo presso il Commander Mine Division Three dal 21 giugno 1938 fino all'agosto 1939. Dal 30 settembre di quell'anno fino al 7 febbraio 1941 fu assegnato al Naval Training Center di Great Lakes, Illinois. Trasferito con il grado di primo tenente sulla nave da battaglia Arizona, gli venne assegnato il ruolo di ufficiale addetto al controllo danni, e li si trovava il 7 dicembre 1941. Nel corso dell'attacco di Pearl Harbor la Arizona fu colpita da una bomba a poppa il cui scoppio gli fece perdere i sensi. Una volta ripresosi iniziò a coordinare le operazioni di soccorso e salvataggio fino al momento in cui esplosero i depositi munizioni di prua. Come ufficiale anziano sopravvissuto all'immane deflagrazione divenne responsabile del salvataggio dei membri dell'equipaggio rimasti a bordo. Fu l'ultimo uomo a lasciare la nave in fiamme, e dopo che gli incendi si erano spenti rientrò nel relitto con un casco da palombaro al fine di rintracciare eventuali corpi. Per le sue azioni compiute in quel momento venne poi insignito della Medal of Honor.
Dal 9 febbraio al 22 dicembre 1942 prestò servizio come responsabile del controllo dei danni sull'incrociatore pesante Tuscaloosa. Dopo un breve servizio ad Aruba-Curacao, nelle Indie occidentali olandesi e alla frontiera del Mar dei Caraibi, il 6 giugno 1943 divenne comandante dell'amministrazione delle navi di scorta presso la base navale operativa nella baia di Guantánamo, Cuba. Nel luglio 1944 trasferito al Naval War College di Newport, Rhode Island.
Durante gli ultimi mesi di guerra, da gennaio all'agosto 1945, fu assegnato allo Stato maggiore del Comandante della Settima Flotta, in qualità di Ufficiale Operativo, aiutando a pianificare ed eseguire diverse operazioni anfibie nelle Filippine e nell'area del Borneo, venendo poi decorato con la Legion of Merit. Dopo la guerra prestò servizio in altre posizioni di stato maggiore e dal giugno 1949 al luglio 1950 comandò il cacciatorpediniere Dixie. Dopo il servizio come capo di stato maggiore della logistica dell'8º Distretto navale a New Orleans, si ritirò dal servizio attivo il 1 luglio 1953, ricevendo in quel momento il grado di contrammiraglio sulla base dei suoi meriti in servizio.
Iniziò quindi a studiare presso la Stanford University di Palo Alto, in California conseguendo la laurea in scienze politiche e matematica con abilitazione all'insegnamento. Dal 1957 al 1960 insegnò matematica presso la Fork Union Military Academy in Virginia, e dal 1960 al 1969 scienze politiche presso il St. Petersburg College in Florida.
Ritiratosi a vita privata nel 1969, si trasferì ad Atlanta, in Georgia. Colpito da un ictus nel 1981, si spense a Decatur il 27 gennaio 1987. La salma fu successivamente sepolta nel cimitero nazionale di Arlington, ad Arlington, in Virginia.